# Lia Olguța Vasilescu
Lia Olguța Vasilescu, född 18 november 1974 i Craiova, är en rumänsk politiker tillhörande Socialdemokratiska partiet som mellan januari 2017 och november 2019 var Rumäniens arbetsmarknads- och socialminister. Tidigare har hon bland annat varit borgmästare i Craiova. Före 2007 tillhörde hon det nationalistiska Storrumänska partiet.